# Tranøya
Tranøya är en ö i Senja kommun i Troms fylke i norra Norge. Ön ligger vid Tranøybotns inlopp från Solbergfjorden. Östra halvan av ön ägs av Senja kommun och den västra halvan av Statskog.
Det har bott folk på Tranøya i över 2 000 år. Det finns många gravhögar, grunder till båthus och andra byggnader på ön. På ön finns också gravhögar som troligtvis är samegravar från nyare tid, från andra hälften av 1800-talet. 
På ön finns en tidigare använd kyrka. Ön är ett gammalt kyrkställe från 1200-talet och nuvarande Tranøy kyrka är en träkyrka från 1775. 

## Museum
I den gamla prästgården från omkring 1740 har Midt-Troms Museum en permanent utställning om ön.